# Medžitlija
Medžitlija är en ort i Nordmakedonien. Den ligger i kommunen Bitola, i den södra delen av landet, 120 kilometer söder om huvudstaden Skopje. Medžitlija ligger 587 meter över havet och antalet invånare är 155.